# Ea Na
Ea Na là một xã của tỉnh Đắk Lắk. Phía Nam giáp thị trấn Buôn Trấp, phía Bắc giáp xã Dray Sáp. Phía Tây giáp tỉnh Đắk Nông, phía Đông giáp xã Ea Bông cùng huyện. Được thành lập theo quyết định số 14/TC ngày 05 năm 03 năm 1977 của Ủy ban nhân dân cách mạng lâm thời tỉnh Đắk Lắk về điều chỉnh địa giới và thành lập 3 xã mới của thị xã Buôn Ma Thuột, xã Ea Bông, xã Ea Na, xã Quảng Điền. 
Năm 1981 thành lập huyện Krông Ana nhập vào đơn vị hành chính huyện này.

## Hành chính kinh tế
Năm 2003 xã được tách ra thành 2 xã Dray Sáp và phần còn lại vẫn là xã Ea Na
Xã này có 12 thôn buôn, 8 thôn và 4 buôn:
Các thôn có tên: Tân Lập, Tân Thắng, Tân Tiến, Ea Tung, Thành Công, Quỳnh Ngọc, Quỳnh Ngọc I, Quỳnh Ngọc II. Tên buôn: Ea Na, Cuăh, Drai, Tơ Lơ. Dân cư chủ yếu là người Kinh, người Ê Đê. Kinh tế thuần nông; nông nghiệp có các cây cà phê, Cacao.v.v.; công nghiệp có điểm hút cát xây. Trước đây xã rộng hơn nhưng sau xã được tách, từ phần đèo Ea Na hướng về Buôn Mê Thuột thành lập xã Đray Sáp.